# Cerkiew św. Mikołaja w Tallinnie (Stare Miasto)
Cerkiew św. Mikołaja – prawosławna cerkiew w Tallinnie, w jurysdykcji eparchii tallińskiej Estońskiego Kościoła Prawosławnego Patriarchatu Moskiewskiego. 

## Historia

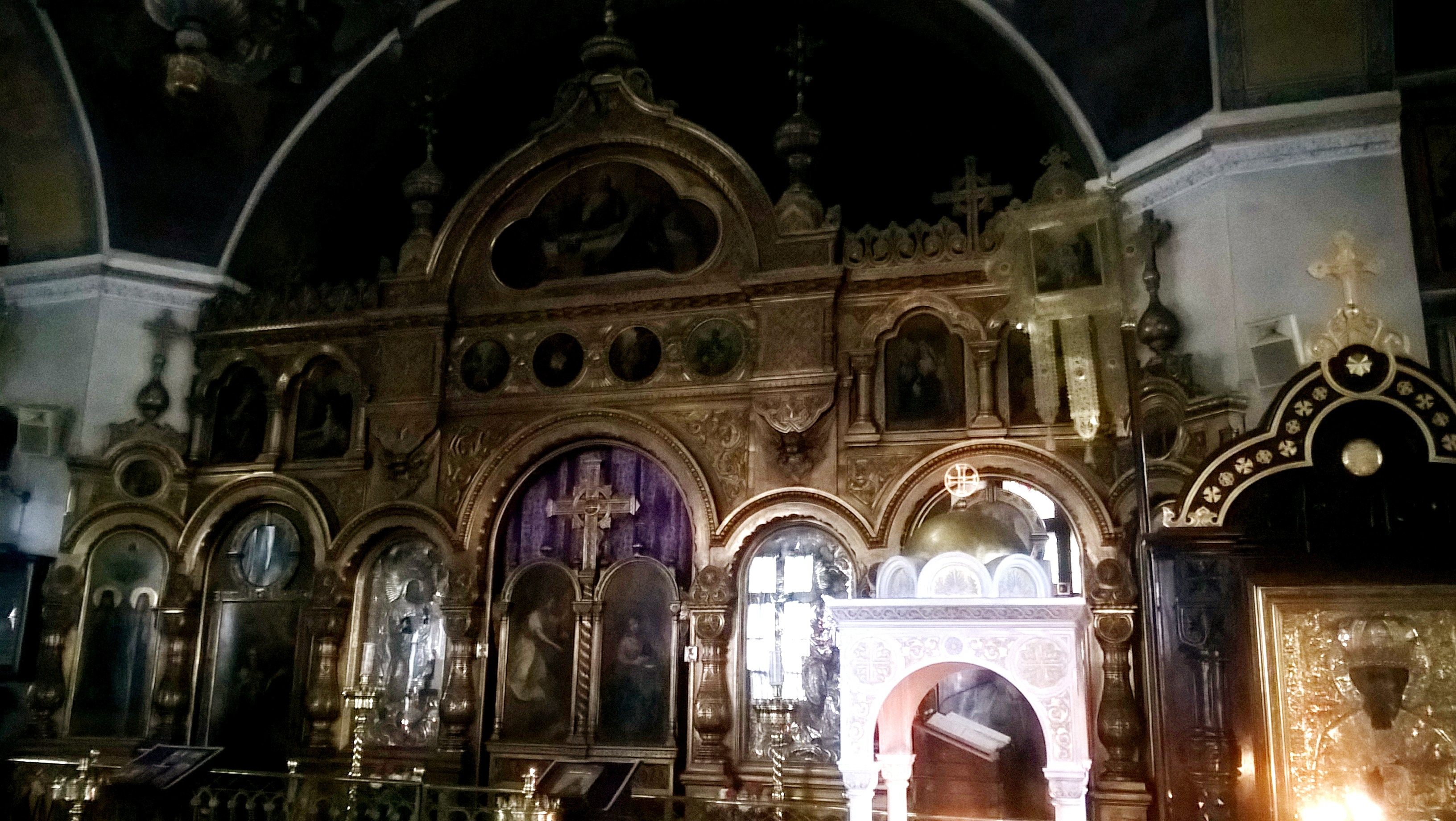
Wnętrze cerkwi

Prawosławna cerkiew mogła istnieć już przy domu kupców nowogrodzkich w średniowiecznym Tallinnie w XI–XIII w., przed najazdem Waldemara II Zwycięskiego na zamek Lyndanise, w czasie wyprawy przeciwko Estom w 1219 r. Pisemna wzmianka o cerkwi pochodzi z 1371 r., jednak nic nie wiadomo o jej wyglądzie i lokalizacji. Kolejna świątynia, z której korzystali prawosławni ruscy kupcy, wzmiankowana jest w 1420 r. i była położona przy ulicy Vene (Ruskiej) łączącej Stary Rynek z portem, tj. w rejonie, gdzie znajduje się obecnie istniejąca budowla. Na początku XVII w. cerkiew była czynna tylko w czasie, gdy w mieście znajdowali się rosyjscy kupcy. Przez pozostałą część roku klucze do świątyni były zdeponowane w ratuszu. Podziemia świątyni były wykorzystywane jako magazyn towarów. Władcy Rosji niejednokrotnie przekazywali dary dla świątyni: zachowała się m.in. część podświecznika ofiarowanego przez Borysa Godunowa oraz ikonostas wykonany przez mistrzów pskowskich na zlecenie carewny Zofii. 
W 1772 r. w cerkwi prawdopodobnie został pochowany metropolita Arseniusz (Maciejewicz), uwięziony na rozkaz carycy Katarzyny II w twierdzy rewelskiej jako Andrzej Kłamca za sprzeciwianie się sekularyzacji majątku Cerkwi rosyjskiej i sugerowanie, iż caryca wstąpiła na tron bezprawnie.  
Na początku XIX w. władze rosyjskie zdecydowały o rozbudowie cerkwi; projekt powiększonej świątyni w stylu klasycystycznym przygotował Luigi Rusca, jednak z powodu braku funduszy miejski architekt uprościł go. Gotową cerkiew konsekrowano w sierpniu 1827 r., w przededniu święta Zaśnięcia Matki Bożej.
W 1893 r. wdowa po kupcu Basarginie ufundowała nowy ikonostas w stylu bizantyjsko-rosyjskim, który nadal znajduje się przed głównym ołtarzem cerkwi.

## Architektura
Cerkiew św. Mikołaja jest świątynią krzyżowo-kopułową. Została wzniesiona na planie kwadratu, na niewielkiej działce między murem miejskim a ulicą Vene. Reprezentuje styl klasycystyczny. Zarówno jej elewację frontową, jak i ściany boczne zdobią portyki, z tym że na fasadzie znajdują się kolumny jońskie, zaś na elewacjach bocznych – pilastry w tym samym porządku. Jedyna kopuła cerkwi posadowiona jest na wysokim bębnie, w którym wykuto rząd okien i wsparta na czterech filarach.